# رنگین‌تاب بزرگ
رنگین‌تاب بزرگ (نام علمی: Jacamerops aureus) نام یک گونه از تیره رنگین‌تاب است.